# Августин, Лиана
Лиана́ Авгу́стин (нем. Liane Augustin; 18 сентября 1928, Берлин — 29 апреля 1978, Вена) — австрийская и немецкая певица и актриса. Представительница Австрии на конкурсе песни «Евровидение-1958».

## Биография
Родилась 18 сентября 1928 года в Берлине в семье Карла и Марты Августин. Из-за войны, 16-летняя Лиана вместе с матерью переезжает к своему отцу в Вену в 1944 году. В 1946 году, она начала музыкальную карьеру с выступлений в местном ночном клубе «Boheme Bar», и вскоре становится очень популярной у местной публики. Впоследствии, она подписала контракт со звукозаписывающим лейблом «Vanguard Records», и создала свою собственную группу «The Boheme Bar Trio». Музыка коллектива с её голосом часто появлялась в эфирах местных радиостанций.

### «Евровидение» и дальнейшая карьера
В 1958 году была выбрана австрийским национальным вещателем ÖRF с песней «Die ganze Welt braucht Liebe», чтобы представить Австрию на третьем конкурсе песни «Евровидение», проходившем в голландском Хилверсюме, где она заняла пятое место с 8 баллами. В дальнейшем, часто гастролировала по Европе и США, вплоть до 1964 года. При этом хорошо известны её роли в кино (всего она снялась в шести фильмах).

### Смерть
Скончалась 29 апреля 1978 года в Вене в возрасте 49 лет.

## Личная жизнь
- Отец — Карл Августин (1891—1986).
- Мать — Марта Августин (1888—1952).
- Сестра — Мэри Августин-Хеш (1902—1984).

## Дискография

### Синглы
- 1936 — «Sag' beim Abschied leise Servus»
- 1938 — «Das ist Berlin»
- 1939 — «Heimatland»
- 1950 — «Meine Augen sagen ja»
- 1950 — «Nachts ruft ein Lied»
- 1951 — «Anna Rumba»
- 1951 — «Der schönste Mann von Peru»
- 1951 — «Es wird ja alles wieder gut»
- 1952 — «Schenk’ mir Dein Herz»
- 1953 — «April in Portugal»
- 1953 — «Wenn der weiße Flieder wieder blüht»
- 1956 — «Lass die Welt darüber reden»
- 1956 — «Liebe die den Kopf verliert»
- 1957 — «Deine Liebe»
- 1957 — «Ich sage Dir adieu»
- 1958 — «Die ganze Welt braucht Liebe»
- 1960 — «In einer kleinen Konditorei»
- 1960 — «Tango-Max»
- 1964 — «Da hilft kein Rosenstrauß»

### Альбомы
- 1952 — «Orient-Express»
- 1953 — «A Continental Cocktail»
- 1953 — «The Bohème Bar»
- 1954 — «Café Continental»
- 1955 — «Berlin Cabaret Songs»
- 1955 — «Glowing Embers»
- 1956 — «Die Dreigroschenoper»
- 1956 — «Paris Midnight»
- 1956 — «Rendezvous avec Liane»
- 1956 — «Vienna Midnight»
- 1957 — «Embraceable you»
- 1957 — «Vienna by Night»
- 1957 — «Winter Wonderland»
- 1958 — «Paris After Midnight»
- 1959 — «Night and Day»
- 1962 — «April in Paris»

### Компиляции
- 2002 — «Liane Augustin singt Robert Stolz» (посмертно)

## Фильмография
- 1953 — «Die Fiakermilli»
- 1953 — «Lavendel»
- 1954 — «Der rote Prinz»
- 1954 — «Не тронь добычу»
- 1955 — «Rendezvous am Killesberg»
- 1956 — «Bademeister Spargel»
- 1956 — «Liebe, die den Kopf verliert»
- 1956 — «…und wer küßt mich?»
- 1960 — «Darf ich bitten, Frau Gemahlin»
- 1961 — «Wir machen Musik»
- 1962 — «Licht auf der Piazza»
- 1964 — «Vorentscheidung deutsche Schlagerfestspiele 1964»
- 2001 — «Marlene Dietrich: Her Own Song» (посмертно)

## Награды
- Гран-при диска за участие в постановке «Трехгрошовая опера» в роли Полли Пичум.